# カイ二乗分布
カイ二乗分布（カイにじょうぶんぷ、カイじじょうぶんぷ）、またはχ2分布は確率分布の一種で、推計統計学で最も広く利用されるものである。ヘルメルトにより発見され、ピアソンにより命名された。
独立に標準正規分布に従う k 個の確率変数 X1, …, Xk をとる。このとき、統計量
{\displaystyle Z=\sum _{i=1}^{k}{X_{i}}^{2}}
の従う分布のことを自由度 k のカイ二乗分布と呼ぶ。
普通はこれを
{\displaystyle Z\sim \chi _{k}^{2}}
と書く。カイ二乗分布は k という1個の母数をもつ。これは Xi の自由度に等しい正の整数である（場合によっては非整数自由度のカイ二乗分布も用いられる）。カイ二乗分布はガンマ分布の特殊な場合に当たる。
カイ二乗分布はカイ二乗検定と総称される多くの検定法のほか、フリードマン検定などにも利用される。

## 性質
カイ二乗分布の確率密度関数は x ≥ 0 に対し
{\displaystyle f(x;k)={\frac {1}{2^{k/2}\Gamma (k/2)}}x^{k/2-1}e^{-x/2}}
また x ≤ 0 に対し fk(x) = 0 という形をとる。ここで Γ はガンマ関数である。
分布関数は
{\displaystyle F(x;k)={\frac {\gamma (k/2,x/2)}{\Gamma (k/2)}}}
（ただし γ(k, z) は不完全ガンマ関数）である。
{\displaystyle Y={\frac {X_{1}/\nu _{1}}{X_{2}/\nu _{2}}}}（ただし {\displaystyle X_{1}\sim \chi _{\nu _{1}}^{2}} と {\displaystyle X_{2}\sim \chi _{\nu _{2}}^{2}} はカイ二乗分布に従う独立な確率変数）とすると、{\displaystyle Y\sim \mathrm {F} (\nu _{1},\nu _{2})}、つまり自由度で割って比をとるとF分布に従う。
{\displaystyle X\sim \chi _{2}^{2}}（自由度2）ならば、X は期待値 2 の指数分布に従う。
自由度 k のカイ二乗分布に従う確率変数の期待値は k で、分散は 2k である。中央値は近似的に
{\displaystyle k-{\frac {2}{3}}+{\frac {4}{27k}}-{\frac {8}{729k^{2}}}}
となる。
カイ二乗分布は再生性を持つ。すなわち、{\displaystyle X\sim \chi _{m}^{2},\ Y\sim \chi _{n}^{2}} ならば、{\displaystyle X+Y\sim \chi _{m+n}^{2}} となる。

## 正規分布による近似
{\displaystyle X\sim \chi _{k}^{2}} として、k が無限大に近づくと X の分布は正規分布に近づくが、近づき方はゆっくりしている（歪度 {\displaystyle {\sqrt {\frac {8}{k}}}}、尖度 12/k）ため、X 自体より速く正規分布に近づく次の2つの方法が普通用いられる。
- {\displaystyle {\sqrt {2X}}} は近似的に平均 √2k − 1、分散 1 の正規分布に従う（ロナルド・フィッシャー）。
- {\displaystyle {\sqrt[{3}]{\frac {X}{k}}}} は近似的に平均 1 − 2/9k、分散 2/9k の正規分布に従う（ウィルソンとヒルファティ、1931年）。